# Wachenheim (Pfrimm)
Wachenheim település Németországban, Rajna-vidék-Pfalz tartományban. Lakosainak száma 732 fő (2023. december 31.).

## Népesség
A település népességének változása:
| Lakosok száma | 550  | 676  | 700  | 709  | 716  | 732  |
|               | 1975 | 2017 | 2019 | 2021 | 2022 | 2023 |